# Let It Snow (2001)
Let It Snow (também conhecido como Snow Days) é um filme de comédia romântica estadunidense de 1999 dirigido por Adam Marcus e escrito e produzido por Kipp Marcus. O filme é estrelado por Marcus, Alice Dylan, Bernadette Peters, Larry Pine, Henry Simmons, Judith Malina e Miriam Shor. A história envolve um jovem que encontra o amor durante os “dias de neve” fora do ensino médio, mas passa anos encontrando seu verdadeiro eu. Ele é assombrado pela “maldição” da família — como lhe foi contada por sua avó — de que os homens da família estão condenados.
O filme foi lançado pela Artistic License em 8 de junho de 2001 com críticas mistas.

## Sinopse
James Ellis (Kipp Marcus) conhece e se apaixona por Sarah (Alice Dylan) durante uma folga para dias de neve enquanto estava no ensino médio. James, no entanto, tem problemas de compromisso, e Sarah acaba estando noiva de Peter (Peter Giles). Sua avó (Judith Malina) o havia avisado sobre a maldição da família, de que “os homens sempre vão embora e as mulheres enlouquecem”, o que faz com que James fique relutante em se comprometer. Ao longo dos próximos anos, James procura seu verdadeiro eu, terminando em “The CIA” – o Culinary Institute of America.
Sua excêntrica mãe Elise (Bernadette Peters), ainda chateada por seu marido tê-la deixado e James, está em uma busca interminável por seu eu interior e tem seus próprios problemas de compromisso. Ela passa seu tempo com uma série de amantes que não falam inglês, na “International House of Boyfriends”.
Em última análise, James supera a maldição da família e ganha Sarah.

## Elenco
- Kipp Marcus como James Ellis
- Alice Dylan como Sarah Milson
- Bernadette Peters como Elise Ellis
- Judith Malina como Grammy
- Larry Pine como Wendell Milson
- Henry Simmons como Mitch Jennings
- Miriam Shor como Beth
- Stephen Colbert como “cara de sucesso feliz”

## Produção

### Desenvolvimento
Os irmãos Adam e Kipp Marcus compõem a equipe de roteiro, produção e direção por trás deste filme independente, e Kipp também aparece como o protagonista masculino. Kipp pediu aos estúdios de cinema seus filmes curtos (filme não usado) a um preço barato para ter filme suficiente para filmar em 35mm.

### Elenco
Kipp queria Bernadette Peters para o papel de sua mãe, Elise, mas quando seu agente disse que ela estava muito ocupada, ele lhe enviou todo o roteiro por fax. Depois de encontrar-se com Kipp, ela aceitou o papel.

### Filmagem
Parte do filme foi filmado na casa da mãe de Marcus em Westport, Connecticut.

## Resposta da crítica
O revisor da Variety, Lael Loewenstein, escreveu: “Mais inteligente e mais atraente do que muitas outras comédias românticas recentes”. Elvis Mitchell, no The New York Times, escreveu: “A ingenuidade do filme compensa sua previsibilidade desenfreada.”

### Elogios
No AFI Fest de 1999, Let It Snow ganhou prêmios de Melhor Novo Escrito (Kipp Marcus) e Melhor Edição (Joe Klotz). No Festival de Cinema de Deauville, recebeu uma indicação ao Grande Prêmio Especial de 2000. O filme foi uma “Seleção Oficial” no Festival Sundance de Cinema de 2000.